# Ponsheim
Ponsheim ist ein untergegangener Ort auf dem Gebiet der Gemeinde Mandelbachtal im südlichen Saarpfalz-Kreis im Saarland. Schon die Franken haben sich im 7. Jahrhundert auf dem Gebiet des heutigen Ponsheimer Hofes an der wassernahen, jedoch hochwassersicheren Stelle niedergelassen. Belegt wurde dies als beim Pflügen nahe dem Ponsheimer Hof ein Sax und eine Spatha gefunden wurden. Eine archäologische Ausgrabung führte 1962 zur Entdeckung von sieben merowingerzeitlichen Gräbern.
400 m nördlich vom Ponsheimer Hof wurden am zum Buschbach abfallenden Hang sieben mit Muschelkalkplatten ausgestatteten Grabgruben die Skelettreste von vier Männern, zwei Frauen und einem Kind gefunden. Die sieben Menschen, die wohl einer Hofgemeinschaft angehörten, wurden zwischen 600 und 640 n. Chr. bestattet.
Im Jahre 1291 wurde der Ort Ponsheim, von dem kaum etwas bekannt ist, erstmals urkundlich erwähnt. In einer Niederschrift, welche die Teilung von Eisengut (Allodialgütern) am Palmsonntag, 15. April 1291 dokumentierte, wurde der Namen des Ortes genannt:  „ultra ripam versus villam de Pontsemh ...“,  „also am Ufer gegen das Dorf Ponsheim...“.
Der historische Weiler „Ponsheimer Hof“ wird zum ersten Mal nach dem Dreißigjährigen Krieg (1618–1648) genannt, als der vorher zum Kloster Gräfinthal gehörende Hof „Pfundtsheim“ dem Ormesheimer Bann zugeschlagen wurde. Damit fiel er an die Grafschaft derer „von der Leyen“ zu Blieskastel, während das nahe Eschringen zur Nassauischen Grafschaft Saarbrücken gehörte. Zwei miteinander verwandte Familien bewirtschafteten in der Folge bis zur Französischen Revolution (1789) den Hof.
Während im 18. Jahrhundert auf den 180 Morgen Land überwiegend „Frucht angebaut“ wurde, stand gegen Ende der Hofbewirtschaftung die Milcherzeugung im Vordergrund. Im 19. Jahrhundert wechselte der Hof häufig seine Besitzer. Die mehr als 150 Jahre alte Rosskastanie vor dem Hof ist heute ein geschütztes Naturdenkmal.
Die Grenze zwischen den Orten Ormesheim mit dem Ponsheimer Hof und Eschringen war im Lauf der Jahrhunderte meist auch Landesgrenze. Die zahlreich erhaltenen historischen Grenzsteine zwischen den beiden Orten sind steinerne Zeugen dieser Zeit. Sie sind entlang des interessanten „Eschringer Grenzsteinlehrpfades“, der oberhalb des Gräfinthaler Weges beginnt, zu besichtigen.
Seit 1971 ist der Ponsheimer Hof mit seinen 47 ha Wiesen und Weiden ein Islandpferdezuchtbetrieb mit Reitbetrieb und Reiterferien. Seit 1974 gehört der Ponsheimer Hof als Teil des Gemeindebezirks Ormesheim zur Gemeinde Mandelbachtal im Saarpfalz-Kreis, das nahe Eschringen als Stadtteil zur Landeshauptstadt und damit zum Stadtverband Saarbrücken.
Im 33. Tatort "Das fehlende Gewicht", der zweite Tatort der durch den Saarländischen Rundfunk produziert wurde, spielt die Szene mit der Zoll Razzia auf dem Ponsheimer Hof.